# Лог (Кранська Гора)
Лог (словен. Log) — поселення в общині Кранська Гора, Горенський регіон, Словенія. Висота над рівнем моря: 778,6 м.